# Muhammad ibn Hatim
Muhammad ibn Hatim (em árabe: محمد بن حاتم) foi o décimo segundo Tayyibi Isma'ili dāʿī al-muṭlaq no Iémen, entre 1328-29.
O mandato de Muhammad ibn Hatim foi um dos mais curtos entre os dāʿī s do Iémen.
Ele sucedeu a Ibrahim ibn al-Husayn e, por sua vez, foi sucedido pelo filho de Ibrahim, Ali Shams al-Din I.
 